# Goux-lès-Dambelin
Goux-lès-Dambelin és un municipi francès situat al departament del Doubs i a la regió de Borgonya - Franc Comtat. L'any 2007 tenia 264 habitants.

## Demografia

### Població
El 2007 la població de fet de Goux-lès-Dambelin era de 264 persones. Hi havia 86 famílies de les quals 8 eren unipersonals (8 dones vivint soles i 8 dones vivint soles), 29 parelles sense fills, 37 parelles amb fills i 12 famílies monoparentals amb fills.
La població ha evolucionat segons el següent gràfic:
Habitants censats

### Habitatges
El 2007 hi havia 99 habitatges, 89 eren l'habitatge principal de la família, 4 eren segones residències i 5 estaven desocupats. 91 eren cases i 8 eren apartaments. Dels 89 habitatges principals, 79 estaven ocupats pels seus propietaris, 8 estaven llogats i ocupats pels llogaters i 2 estaven cedits a títol gratuït; 1 tenia dues cambres, 8 en tenien tres, 16 en tenien quatre i 64 en tenien cinc o més. 81 habitatges disposaven pel capbaix d'una plaça de pàrquing. A 28 habitatges hi havia un automòbil i a 59 n'hi havia dos o més.

### Piràmide de població
La piràmide de població per edats i sexe el 2009 era:
| Homes | Edats   | Dones |
| ----- | ------- | ----- |
| 0     | 95 o +  | 0     |
| 0     | 90 a 94 | 0     |
| 4     | 85 a 89 | 0     |
| 0     | 80 a 84 | 0     |
| 4     | 75 a 79 | 4     |
| 4     | 70 a 74 | 0     |
| 8     | 65 a 69 | 8     |
| 4     | 60 a 64 | 8     |
| 8     | 55 a 59 | 0     |
| 4     | 50 a 54 | 8     |
| 8     | 45 a 49 | 8     |
| 12    | 40 a 44 | 12    |
| 12    | 35 a 39 | 0     |
| 8     | 30 a 34 | 16    |
| 0     | 25 a 29 | 4     |
| 4     | 20 a 24 | 0     |
| 4     | 15 a 19 | 8     |
| 16    | 10 a 14 | 16    |
| 8     | 5 a 9   | 4     |
| 0     | 0 a 4   | 8     |

## Economia
El 2007 la població en edat de treballar era de 173 persones, 121 eren actives i 52 eren inactives. De les 121 persones actives 108 estaven ocupades (65 homes i 43 dones) i 12 estaven aturades (7 homes i 5 dones). De les 52 persones inactives 6 estaven jubilades, 11 estaven estudiant i 35 estaven classificades com a «altres inactius».

### Ingressos
El 2009 a Goux-lès-Dambelin hi havia 99 unitats fiscals que integraven 271 persones, la mediana anual d'ingressos fiscals per persona era de 16.358 €.

### Activitats econòmiques
Dels 3 establiments que hi havia el 2007, 1 era d'una empresa de fabricació d'altres productes industrials i 2 d'empreses de construcció.
L'únic servei als particulars que hi havia el 2009 era un paleta.
L'any 2000 a Goux-lès-Dambelin hi havia 6 explotacions agrícoles.

## Equipaments sanitaris i escolars
El 2009 hi havia una escola elemental integrada dins d'un grup escolar amb les comunes properes formant una escola dispersa.

## Poblacions més properes
El següent diagrama mostra les poblacions més properes.